# Шалаєва Марія Олександрівна
Марія Олександрівна Шалаєва (нар.. 15 березня 1981, Москва, СРСР) — російська актриса та режисерка

## Життєпис
Відразу після закінчення школи Марія Шалаєва вступила на акторський факультет ВДІКу, однак після другого курсу була відрахована. Однак, продовжила свою акторську кар'єру. Марія Шалаєва знялася більш ніж у десяти фільмах і серіалах, у тому числі у фільмах «Першокурсниця», «Маша», «Русалка», «Нірвана».

## Особисте життя
Дідусь Владислав Дугін був конструктором кораблів.
Зустрічалася з оператором Данилом Гуревичем до моменту його загибелі на зйомках фільму «Зв'язковий».
Потім перебувала у відносинах з актором Дмитром Шевченком. У 2005 році у них народився син Нестор.
2009 року одружилась з композитором Іваном Лубенніковим. У 2010 році у пари народилася донька Євдокія.

## Фільмографія
- 2002 — Першокурсниця — Катя
- 2002 — Зв'язковий (фільм не завершено)
- 2003 — Забійна сила (сезон 5), 6-а серія — Катя Короткова
- 2003 — Одіссея 1989 — «Чебурашка»
- 2003 — Феєрверк — Марина Сторожеєва
- 2003 — Бумер — дівчина в телефонній будці
- 2003 — Марш-кидок — подруга Маші
- 2004 — Повелитель ефіру — Дінка
- 2004 — Маша — Маша
- 2004 — Карусель — Соня
- 2005 — Нічний продавець — дівчина Дані
- 2006 — Ви не залишите мене — Жанна
- 2006 — Котячий вальс — Люся-Сандра
- 2007 — Русалка — Аліса
- 2008 — Брати Карамазови — Ліза Хохлакова
- 2008 — Помста — Поліна, донька Ніни
- 2008 — Нірвана — Вел
- 2009 — Я — Чера
- 2009 — Веселуни — Сашенька
- 2009 — Наречена будь-якою ціною — Каріна
- 2009 — Тісні врата — Олена
- 2012 — Діалоги
- 2012 — Мами (новела «Операція „М“») — кухарка боса
- 2012 — Я буду поруч — Інна
- 2012 — Жанна
- 2012 — Свято під замком — Настя Кедрова
- 2013 — Жінки на межі — Тоня Шаркова
- 2013 — Друзі друзів — дівчина в секс-шопі (в титрах не вказана)
- 2014 — Біси — Марія Тимофіївна Лебядкина
- 2014 — Швидкий «Москва-Росія» — продавчиня насіння
- 2015 — Червоні браслети — Юля
- 2015 — Заклопотані, або Любов зла — Олександра Гвоздікова
- 2015 — Батьківщина — Юлія Лаар
- 2015 — Без кордонів — Марія
- 2015 — Про кохання — Олена
- 2017 — Садко (мультфільм) — Жриця
- 2018 — Дорога з жовтої цегли
- 2019 — Коханки

## Режисура
- 2018 — «Розлучення» (короткометражний)[1].

## Нагороди та номінації
- 2007 — кінофестиваль «Кінотавр» — приз за найкращу жіночу роль (фільм «Русалка»).
- 2008 — премія «Ніка» за найкращу жіночу роль (фільм «Русалка»).
- 2012 — премії кінокритики і кінопреси «Білий слон» за найкращу головну жіночу роль у фільмі «Я буду поруч»[5].
- 2013 — номінація на премію «Ніка» за Найкращу жіночу роль (фільм «Я буду поруч»).